# El Campell
El Campell (oficialment amb grafia tradicional Alcampell) és una vila i municipi d'Aragó de parla catalana. Pertany administrativament a la comarca de la Llitera i a la província d'Osca. Forma part de la regió històrica de la Franja de Ponent. La temperatura mitjana anual és de 13° i la precipitació anual, 480 mm.

## Topònim
El topònim prové del diminutiu de «camp». Oficialment s'ha adoptat la grafia Alcampell.

## Geografia
El terme municipal limita amb Peralta i Calassanç i Baells al nord, amb Castellonroi, Albelda i Almenar per l'est, amb Tamarit i Almacelles pel sud, amb el Torricó pel sud-oest i amb Sant Esteve de Llitera per l'oest.
El terme municipal comprèn també l'enclavament de Pelegrinyó, entre Rocafort i Sant Esteve de Llitera, i té una extensió de 5.781 ha incloent-hi Pelegrinyó. Altres entitats de població són: Miporquet, Vivers, actualment despoblat i l'antiga quadra de Montalt.
A 500 m d'altura sobre el nivell del mar, el nucli urbà està ubicat al sud d'una franja plana dita La Quadra situada al seu torn al sud de les Clenxes. Si bé part del terme (Les Lliteres) són terres de reg, el poble i la resta, ara com ara segueixen sent terra de secà. El cerç o vent d'Aragó, el botxorno o xafogor, també conegut com a vent de llevant, i la tramuntana o vent del nord, l'airegen al llarg de l'any.

## Persones il·lustres
- Josep Antoni Duran i Lleida (1952), polític
- Josep Anton Chauvell i Larrégola (1956) escriptor
- Josep Lluís Espluga i Trenc (1964) sociòleg
- Cristina Bosch i Arcau (1965), política